# HuffPost Québec
Pour les articles homonymes, voir HuffPost.
HuffPost Québec est un ancien site d'actualité québécois lancé en 2012 par AOL Canada et fermé en 2021. HuffPost Québec fait partie du groupe mondial des HuffPost et est diffusé en français uniquement sur le web. Le site compte sur une rédaction d'une dizaine de personnes et une équipe de six représentants publicitaires,. 
L'annonce de la fermeture du site est officialisée début mars 2021. Le 9 mars 2021, le site arrête la publication de contenu.

## Historique
L'édition québécoise du Huffington Post fait partie d'un réseau international créé à la suite de la fondation du Huffington Post aux États-Unis en 2005. Elle a été lancée en février 2012 par AOL Canada. En mai 2015, Verizon annonce l'acquisition d’AOL et des médias y étant rattachés, dont le Huffington Post. Le rédacteur en chef et éditeur du HuffPost Québec a été Patrick White du lancement jusqu'en octobre 2018.
En avril 2017, le média devient le HuffPost Québec et change également son logo. Ce changement survient huit mois après le départ de la cofondatrice du Huffington Post Arianna Huffington, qui agissait jusqu’en août 2016 à titre de rédactrice en chef pour le HuffPost aux États-Unis. En décembre 2016, c’est Lydia Polgreen qui prend le poste de rédactrice en chef du HuffPost aux États-Unis. Elle occupera ce poste jusqu'en mars 2020. 
Selon ComScore, le site attire un peu plus d'un million de visiteurs uniques par mois au Québec. Le HuffPost Québec a été le huitième média le plus cité à la radio et à la télévision au Québec en 2017. 
En novembre 2020, BuzzFeed annonce le rachat de HuffPost à Verizon. Début mars 2021, la direction de BuzzFeed annonce la fermeture du site québécois du HuffPost et le licenciement de 23 journalistes au Canada et 47 aux États-Unis. Seuls les contenus déjà publiés resteront en ligne sous forme d'archives,. 

## Contenu
Le HuffPost Québec est un média d’actualité en ligne qui couvre notamment l’actualité municipale, québécoise, fédérale et internationale. HuffPost Québec s'intéresse beaucoup aux enjeux politiques et sociaux et le site est divisé en plusieurs sections comme : « Politique », « Divertissement », « Vivre » et « Vidéo », en plus d'ouvrir ses pages à des témoignages et à l'opinion de ses lecteurs et de personnalités publiques dans la section « Perspectives ».